# ساوت کاملیک (آریزونا)
ساوت کاملیک (به انگلیسی: South Komelik) یک منطقهٔ مسکونی در ایالات متحده آمریکا است که در شهرستان پیما، آریزونا واقع شده‌است. ساوت کاملیک ۱۰٫۱۰ کیلومتر مربع مساحت و ۱۴٬۲۸۷ نفر جمعیت دارد.